# Асама (броненосный крейсер)
«Асама» (яп. 浅間) — броненосный крейсер японского флота. Головной корабль в серии крейсеров типа «Асама». Участвовал в Русско-японской, Первой мировой и Второй мировой войне. Назван в честь вулкана Асама в центральной части острова Хонсю.

## Конструкция
Проект создал сэр Филип Уоттс.

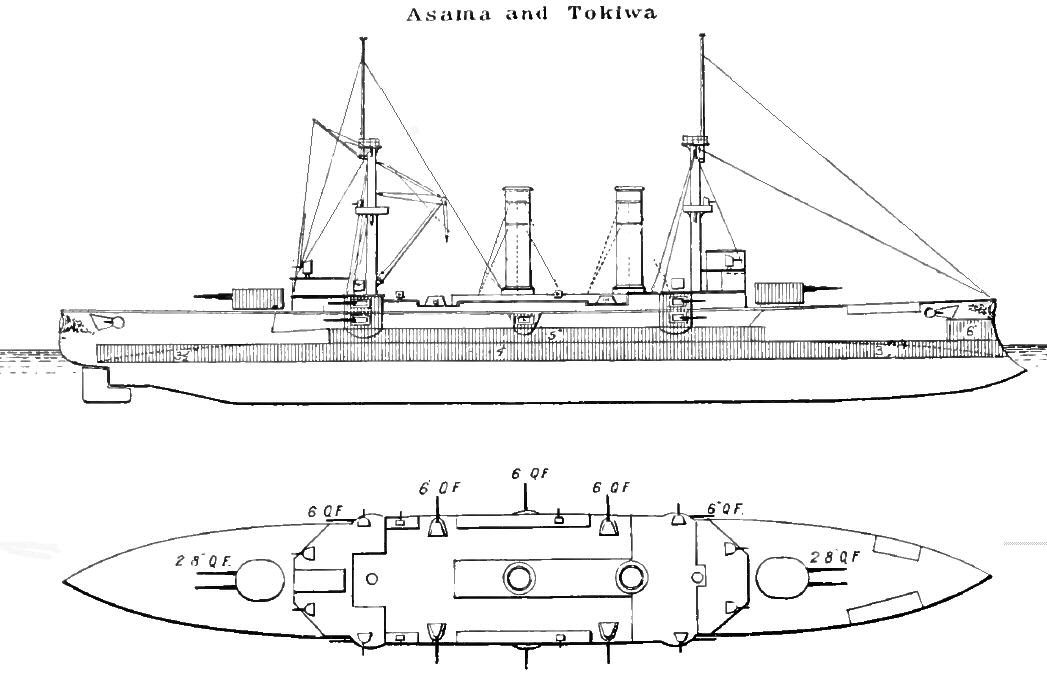
Броненосные крейсера типа «Асама». Схема.

В отличие от броненосных крейсеров других морских держав, которые предназначались в первую очередь для действий на торговых путях и дальней разведки, главной задачей этих кораблей было участие в эскадренном сражении вместе с броненосцами.
Гладкопалубный корпус с небольшой седловатостью и незначительным завалом борта в районе миделя, строился из мягкой судостроительной (сименс-мартеновской) стали по смешанной системе набора корпуса.

### Вооружение

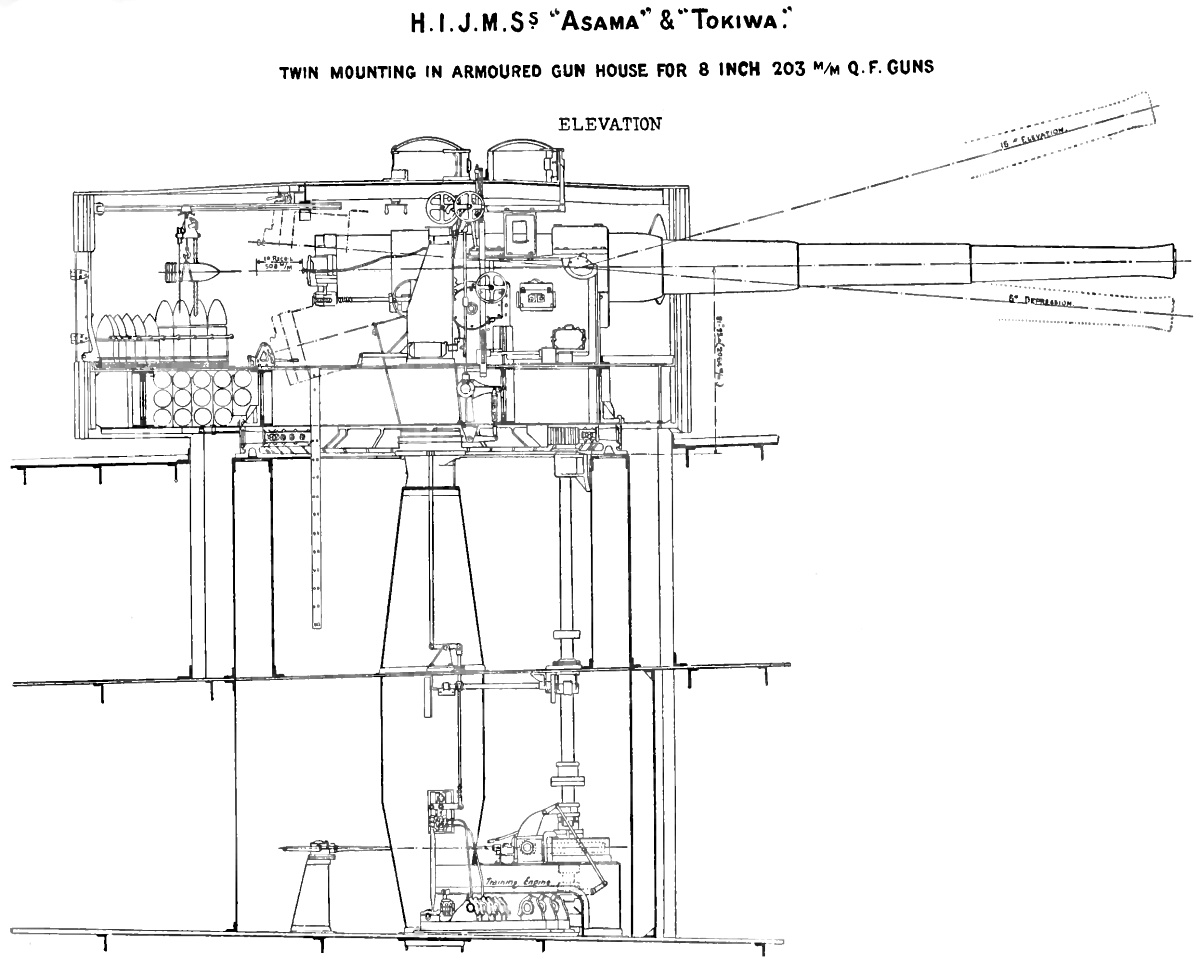
Чертёж башни главного калибра

Основу вооружения «Асам» составили новые 203-миллиметровые 45-калиберные «армстронговские» орудия. Они имели принятую в то время в Великобритании проволочную конструкцию и поршневой затвор. Пушки располагались в двухорудийных башенных артустановках.
Для наведения башни имели гидравлический привод, кроме того электрический и ручной — в качестве резервных.
Отличительной особенностью была конструкция артиллерийских башен главного калибра — часть боекомплекта в 62 снаряда на орудие находился в башне, которая сама играла роль орудийных погребов. Остальные снаряды и все заряды, как более пожароопасные, хранились в погребах под броневой палубой и подавались наверх одним общим элеватором. За один цикл элеватор мог поднять два заряда или снаряда. Скорострельность равнялась 3 выстрелам в минуту, до израсходования снарядов в башне, после этого темп стрельбы резко падал.

## История службы

### Русско-японская война

#### Бой у Чемульпо
9 февраля во время боя у Чемульпо был главной огневой мощью эскадры контр-адмирала Уриу, хотя и не был флагманом.
За время получасового боя крейсер выпустил 27 — 8", 103 — 6" и 9 — 3" снарядов с дистанции 20-45 каб, то есть всего 139 снарядов, при этом «Варяг», по которому вёл огонь «Асама», получил 3 попадания 8" (только у «Асама» с японской стороны были 203-мм пушки), то есть 11 % снарядов главного калибра достигли цели, что является выдающимся результатом для того времени, правда надо принимать во внимание крайне низкую скорость «Варяга» и незначительную дистанцию боя. Именно эти попадания были самыми серьёзными для русского крейсера (кормовой мостик, подводная пробоина, пожар на корме).
В. Ф. Руднев в своём рапорте писал «Одним из выстрелов 6-дюймового орудия № XII был разрушен кормовой мостик крейсера „Асама“ и произведен пожар, причем „Асама“ прекратила на время огонь, но вскоре открыла снова. Кормовая его башня, по-видимому, повреждена, так как она до конца боя не действовала более… Итальянские офицеры, наблюдавшие за ходом сражения, и английский паровой катер, возвращавшийся от японской эскадры, утверждают, что на крейсере „Асама“ был виден большой пожар и сбит кормовой мостик…».
Вместе с тем, эти данные не подтверждаются как самими японцами (они вообще не зафиксировали ни одного попадания по своим кораблям, а кормовая башня не могла вести огонь, так как «Асама» преследовал «Варяг»), так и документами нейтральных военных кораблей, стоявших в порту.
Сообщение Трубриджа, наблюдавшего японскую эскадру во время боя и сразу после, подтверждает отсутствие повреждений и потерь с японской стороны.
Рапорт Руднева недостоверен и во многих других отношениях: он также приписывает себе потопление крейсера «Такачихо», после того прослужившего ещё 10 лет и принявшего активное участие в Русско-японской войне, и миноносца, хотя в этом бою ни один японский миноносец не принимал непосредственное участие и не был потерян. Расход боезапаса «Варягом» по рапорту Руднева многократно превосходит недостачу боезапаса, реально установленную при последовавшем обследовании крейсера. Примечательно, что в его рапорте отсутствуют сколько-нибудь конкретные указания (фамилия, должность и т. п.) на тех лиц, на которых Руднев как-бы-ссылается в подтверждение своих якобы попаданий, притом что со всеми коллегами в Чемульпо Руднев был знаком лично.

#### Бомбардировка Владивостока
В марте 1904 года принял участие в первом походе к Владивостоку и обстреле города.

#### Цусимское сражение
Достаточно серьёзно пострадал в Цусимском сражении, где сражался в одной линии с эскадренными броненосцами и в отдельные эпизоды сражения даже выполнял роль флагмана, ведя за собой броненосцы. В бою с русской эскадрой получил 12 попаданий, в основном от броненосца «Император Николай I» (3 — 12", 2 — 9" снарядов), временно выходил из боя для исправления повреждений, в том числе рулевого механизма (в общей сложности выпал из боя ~3 часа), на нём было 3 убитых, 12 раненых (в ряде публикаций указывается, что было 11 убитых и 13 раненых).

## Последующая служба
В начале Первой мировой войны «Асама» безуспешно выслеживал немецкие торговые суда, пока не сел на мель у берегов Мексики в начале 1915 года. Ремонт занял более двух лет, и до конца своей карьеры он использовался в основном в качестве учебного корабля. Корабль совершил в общей сложности 12 учебных рейсов, прежде чем был поврежден после очередной посадки на мель в 1935 году. Затем «Асама» стал стационарным учебным кораблем, пока не был отправлен на слом в 1947 году.

## Командиры корабля
- капитан 1-го ранга Симадзаки Ёситада (яп. 島崎好忠) — с 1 декабря 1897 года по 17 июня 1899 года[2].
- капитан 1-го ранга Мукаяма Синкити (яп. 向山慎吉) — с 17 июня 1899 года по 20 мая 1900 года[3].
- капитан 1-го ранга Хосоя Сакэдзи (яп. 細谷資氏) — с 20 мая 1900 года по 13 марта 1901 года[3].
- капитан 1-го ранга Накао Юи (яп. 中尾 雄) — с 13 марта 1901 года по 12 января 1903 года[3].
- капитан 1-го ранга Тэрагаки Идзо (яп. 寺垣猪三) — с 12 января по 7 июля 1903 года[4].
- капитан 1-го ранга Ясиро Рокуро (яп. 八代六郎) — с 7 июля 1903 года по 12 декабря 1905 года[5].
- капитан 1-го ранга Коидзуми Котаро (яп. 小泉鑅太郎) — с 12 декабря 1905 года по 22 ноября 1906 года[5].
- капитан 1-го ранга Миядзи Садатоки (яп. 宮地貞辰) — с 22 ноября 1906 года по 28 сентября 1907 года[6].
- капитан 1-го ранга Ямасуми Тародзо (яп. 山澄太郎三) — с 15 мая по 10 декабря 1908 год]а[7].

## Галерея

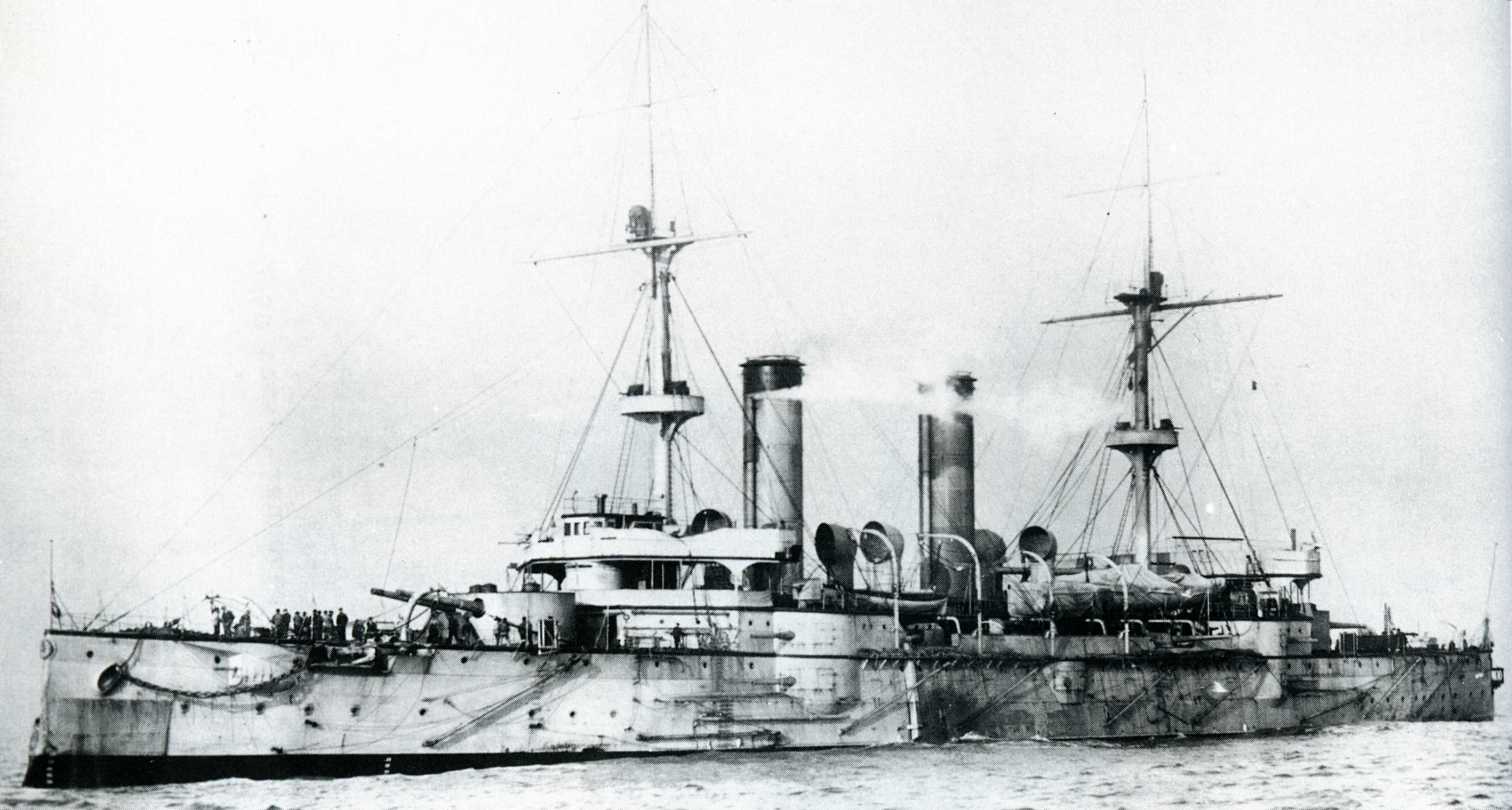
Крейсер «Асама» после ввода в строй в 1899 году
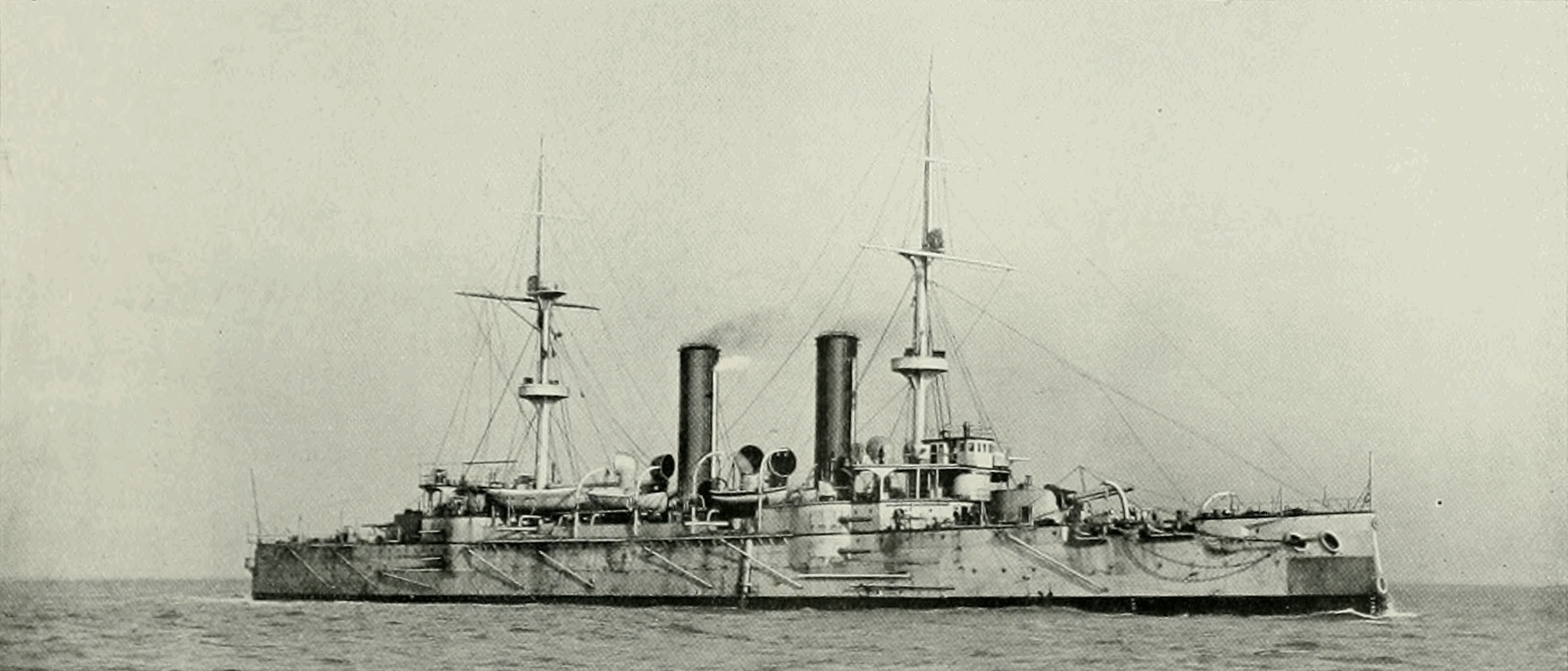
Крейсер «Асама» в 1901 году
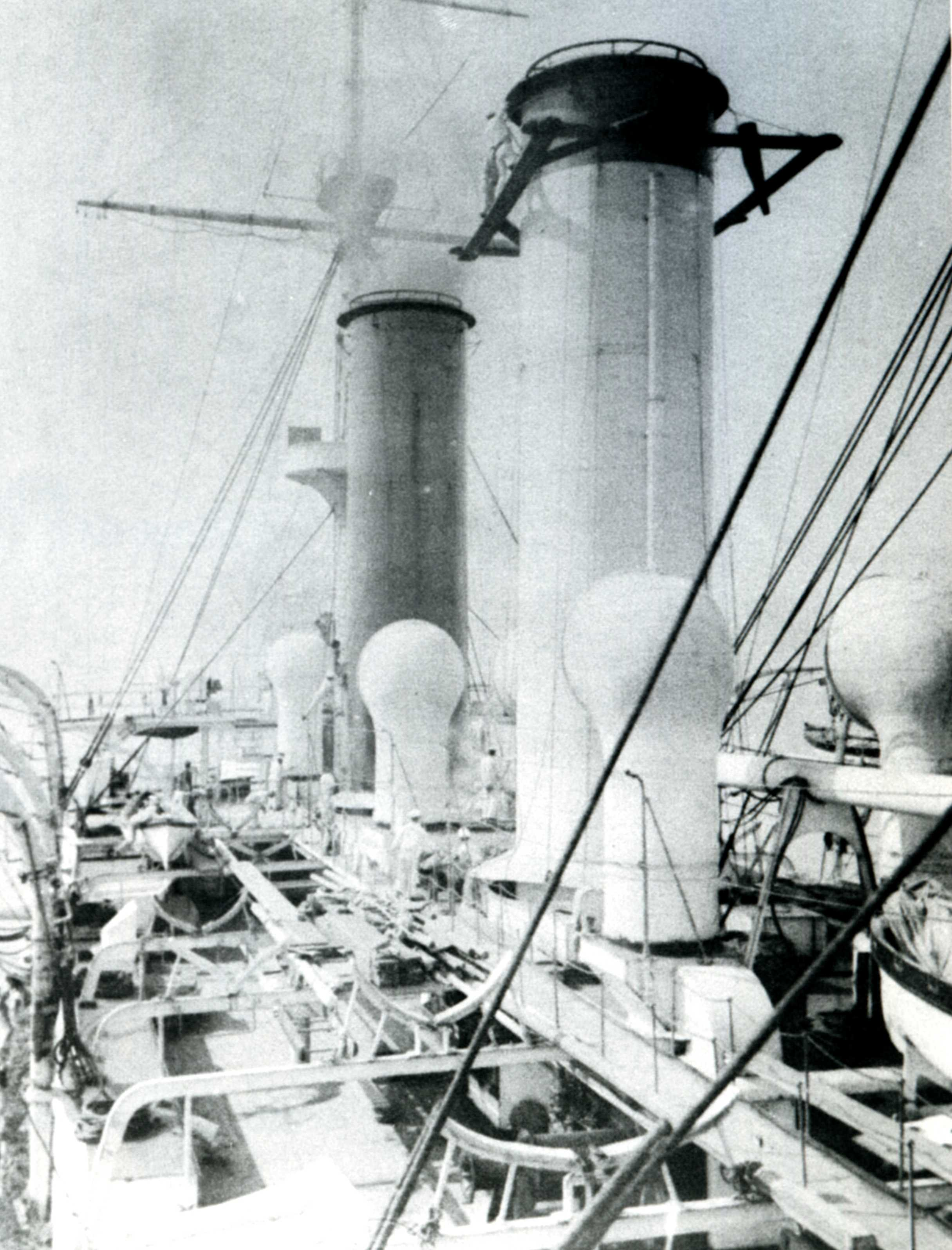
Вид на верхнюю палубу крейсера «Асама»